# Sukatali
Sukatali is een bestuurslaag in het regentschap Sumedang van de provincie West-Java, Indonesië. Sukatali telt 4234 inwoners (volkstelling 2010).